# زمین‌لرزه ۱۹۰۸ مسینا
زمین‌لرزه مسینا  در تاریخ ۲۸ دسامبر ۱۹۰۸ میلادی، برابر با ‎۷ دی ۱۲۸۷، ساعت ۴:۲۰:۲۴ به زمان یوتی‌سی در ایتالیا، منطقه مسینا رخ داد. بزرگی آن ۷ در مقیاس Ms اعلام شده‌است. زمین‌لرزه به وقت محلی در روز دوشنبه، ساعت ۵ روی داده و منطقه زمانی آن یوتی‌سی +۱ بوده‌است (با لحاظ تغییر ساعت تابستانی).
سازمان زمین‌شناسی آمریکا نیز جای این زمین‌لرزه را در مختصات ۳۸°۰۰′شمالی ۱۵°۳۰′شرقی / ۳۸°شمالی ۱۵٫۵°شرقی و بزرگی آن را برابر با ۷٫۱ در مقیاس ریشتر اعلام کرده‌است. ژرفای گزارش شده از سوی این سازمان ۱۰ کیلومتر می‌باشد.
زلزله ۱۰۰٬۰۰۰ تا ۲۰۰٬۰۰۰ کشته داشته است. سونامی نیز در این زلزله گزارش شده‌است.